# Olbia Calcio 2003-2004
Questa pagina raccoglie le informazioni riguardanti l'Olbia Calcio nelle competizioni ufficiali della stagione 2003-2004.

## Rosa
| N. |                   | Ruolo | Calciatore            |
| -- | ----------------- | ----- | --------------------- |
|    | Italia (bandiera) | C     | Davide Bolognesi      |
|    | Italia (bandiera) | C     | Andrea De Cecco       |
|    | Italia (bandiera) | A     | Nunzio Falco          |
|    | Italia (bandiera) | C     | Giuseppe Granozi      |
|    | Italia (bandiera) | D     | Matteo Grillotti      |
|    | Italia (bandiera) | D     | Claudio Labriola      |
|    | Italia (bandiera) | C     | Alessandro Manca      |
|    | Italia (bandiera) | C     | Nicola Manunza        |
|    | Italia (bandiera) | D     | Salvatore Elio Melino |
|    | Italia (bandiera) | A     | Mattia Menichini      |
|    | Italia (bandiera) | C     | Francesco Milia       |
|    | Italia (bandiera) | D     | Carlo Nativi          |
|    | Italia (bandiera) | A     | Pierpaolo Nodari      |

| N. |                    | Ruolo | Calciatore           |
| -- | ------------------ | ----- | -------------------- |
|    | Italia (bandiera)  | D     | Alfredo Ottolina     |
|    | Italia (bandiera)  | P     | Luca Pastine         |
|    | Italia (bandiera)  | A     | Corrado Pilleddu     |
|    | Italia (bandiera)  | C     | Giovanni Pittalis    |
|    | Italia (bandiera)  | D     | Fabio Prosperi       |
|    | Italia (bandiera)  | P     | Giacomo Puntelli     |
|    | Italia (bandiera)  | A     | Giovanni Maria Rassu |
|    | Camerun (bandiera) | A     | Laurent Sanda        |
|    | Italia (bandiera)  | C     | Giovanni Soro        |
|    | Italia (bandiera)  | C     | Mariano Sotgia       |
|    | Italia (bandiera)  | D     | Giovanni Spanu       |
|    | Italia (bandiera)  | D     | Simone Veronese      |